# Coventya
Il Gruppo Coventya è uno dei principali attori nell'industria delle specialità chimiche per trattamenti elettroltici di superficie a livello mondiale, inclusi i processi legati ai depositi metallici da riduzione chimica (come il Nichel chimico). I suoi processi sono utilizzati nella cosiddetta industria GMF (General Metal Finishing).
Il gruppo è presente in oltre 40 nazioni, con più di 400 dipendenti (2010) ed un fatturato che supera I 100 milioni di Euro. Il gruppo è stato creato nel 1927 come Société Continentale Parker. La società era, in precedenza, parte del gruppo Chemetall con sede a Francoforte, Germania.
Coventya sviluppa, produce e distribuisce una completa gamma di prodotti per l'industria dei trattamenti superficiali:
- Protezione dalla corrosione: Zinco e Leghe di Zinco, depositi di conversione esenti da Cromo VI e Top-coats
- Linea Decorativa: Rame-Nichel-Cromo e loro leghe
- Linea Funzionale: Nichel Chimico[5], Cromo Spessore, Stagno e sue Leghe
- Linea Metalli Preziosi: gamma completa di metalli puri e loro leghe: Oro, Argento, Palladio, Rodio, Platino, Rutenio.
- Linea Preparazione: Sgrassature, Decapaggi, Soluzioni di mordenzatura, Lucidature elettrolitiche e chimiche

I principali utilizzatori sono trattamentisti, di norma sub-appaltatori per le industrie automotive, edile, dei sanitari, della moda e del lusso, elettronica e petrolifera.
Coventya è presente su scala mondiale e dispone di 6 centri R&D in Europa e negli Stati Uniti. Una capillare rete di centri di assistenza fornisce inoltre una risposta rapida ai bisogni dei clienti locali.

## Storia
La storia di Coventya è legata alla Société Continentale Parker a Clichy (92, Francia). Nel 1927 infatti, quattro pionieri dell'aviazione: Louis Paulhan, Enea Bossi, Pierre Prier e Robert Deté crearono la Société Continentale Parker, sulla base di una licenza per Parkerizzazione dalla Parker Rust-Proof di Detroit (MI, USA). Nel 1930, Continentale Parker iniziò le proprie attività di plating sulla base di una licenza della Udylite, anch'essa di Detroit. Il primo prodotto con licenza, lanciato sul mercato, era un brillantante organico per Cadmiatura.
Durante gli anni 60, Continentale Parker si specializzò nel mercato dei metalli preziosi, grazie alla distribuzione dei processi Sel-Rex di Nutley (NJ, USA).
Nel 1965, il gruppo tedesco Metallgesellschaft AG acquisì la quota di maggioranza della Société Continentale Parker. Più tardi, essa fu inglobata nella Chemetall GmbH, creata nel 1984 allo scopo di raggruppare le proprie specialità chimiche. Iniziò a questo punto il processo di internazionalizzazione, con l'apertura di dipartimenti di electroplating in Chemetall Benelux ed in Spagna, seguiti nel 1988 da una nuova fase di internazionalizzazione verso l'Europa dell'Ovest:
- Barattini, Italia (1989)[9]
- Polar, Italia (1993)[9]
- TECS, Francia (1994)[9]
- Pelidag, Francia (1995)[9]
- Weiland, Germania (1996)[10]

Il gruppo decise così di eliminare la varietà di nomi per creare una nuova, singola identità: Chemetall Plating Technologies.
Le rischiose speculazioni di Metallgesellschaft sui future petroliferi causarono, nel 1993, la separazione dall'attività di plating e portarono alla vendita della società nel 2000, che divenne in seguito Coventya.
Coventya proseguì nel trend di globalizzazione, puntando sullo sviluppo esterno della società grazie all'acquisizione di:
- Folke-Stigen, Svezia (2001)[12]
- McGean Rohco Messico (2002)[13]
- CGT/Auromet, Italia (2002)[14]
- CGL Quimica, Brasile (2003)[15]
- Sirius Technologies, USA (2004)[16]
- Coventya (Suzhou) Chemicals, Cina, (2006)[17]
- Taskem, USA (2007)[16]
- Palojoki, Finlandia (2008)
- Division Plating de Chemetall Rai India (2011)
- Molecular Technologies Ltd., UK (2012)

Il consolidamento di questa rete globale soddisfa la necessità, da parte del mercato automotive, di avere fornitori qualificati a livello mondiale per i propri siti produttivi in tutto il mondo. Questa strategia venne sviluppata per semplificare le procedure di approvazione per i sistemi automobilistici, mantenendo comunque alti standard qualitativi, elevata produttività e rispetto per l'ambiente.

## Struttura finanziaria
Dopo l'acquisizione di Société Continentale Parker nel 1965, nel 1982 fu creata Chemetall GmbH, allo scopo di gestire tutte le specialità chimiche del gruppo. Chemetall fu poi integrata, nel 1992, in Dynamit Nobel, nuova consociata di Metallgesellschaft.
Nel 2000, l'attività divenne indipendente dopo un MBO (Management Buy-Out) con il supporto di Quadriga Capital, Francoforte, grazie al finanziamento tramite emissione di azioni. Dopo l'uscita di scena di Quadriga nel 2006, la banca francese Natixis, tramite la sua consociata iXEN, divenne azionista di maggioranza. Peculiarità della struttura fu una significativa partecipazione dei dipendenti al capitale societario. Nel 2011 Barclays Private Equity Francia (Oggi Equistone Partners Europe) acquisì la quota di maggioranza ed il ruolo di iXEN nell'holding CIGAL SAS, con sede legale a Clichy, Francia.

## Filiali
La qualità del servizio locale dipende dalla vicinanza del sito produttivo. Con la creazione di siti produttivi allineati alle esigenze dei clienti, Coventya risponde alle aspettative dei clienti ed assicura un servizio tempestivo:
- Gütersloh, Germania[22]
- Villorba, Italia[23]
- Agliana, Italia[24]
- Wolverhampton, UK
- Cleveland, Ohio, USA[25]
- Città del Messico[26]
- Caxias do Sul, Brasile[27]
- Suzhou, Cina[28]
- Pune, India

Il gruppo assicura inoltre il servizio tecnico in tutte le principali aree.

## Fatturato
Nel 2010, la distribuzione del fatturato era la seguente:
- Europa: 57 %
- America: 29 %
- Asia: 14 %

## Processi
Coventya propone un'ampia gamma di processi per il mercato GMF (General Metal Finishing). Altamente specializzata nella protezione dalla corrosione, Coventya è fortemente presente nei mercati del decorativo e dei metalli preziosi, oltre a ricoprire un importante posizione nel mercato dei depositi chimici (Nichel Chimico). Molte tra le più comuni specifiche dell'industria fanno riferimento a processi come:
| Protettivo | Decorativo | Funzionale | Metalli Preziosi |
| ---------- | ---------- | ---------- | ---------------- |
| PRIMION    | CUBRAC     | ENOVA      | EPIDOR           |
| PERFORMA   | CRYSTAL    |            | PARADOR          |
| FINIDIP    | TRISTAR    |            |                  |
| LANTHANE   |            |            |                  |
| FINIGARD   |            |            |                  |